# Nemško-britanski odnosi
Odnosi med Nemčijo in Veliko Britanijo so dvostranski odnosi med Nemčijo in Združenim kraljestvom.
Odnosi so bili zelo močni v poznem srednjem veku, ko so nemška mesta Hanze trgovala z Anglijo in Škotsko. 
Pred združitvijo Nemčije leta 1871 je bila Velika Britanija v vojnem času pogosto zavezniška s svojo prevladujočo Prusijo. Kraljeve družine so se pogosto poročile. Hannoverska hiša (1714–1837) je vladala majhnemu volilnemu telesu Hannovra, pozneje Kraljevini Hannover, pa tudi Veliki Britaniji.
Zgodovinarji se že dolgo osredotočajo na diplomatske in pomorske odnose med Nemčijo in Britanijo po letu 1871, da bi iskali temeljne vzroke naraščajočega antagonizma, ki je pripeljal do prve svetovne vojne. V zadnjih letih so zgodovinarji več pozornosti posvečali vzajemnemu kulturnemu, ideološkemu in tehnološkemu vpliva.
Med Napoleonovimi vojnami (1803–1815) je bila Prusija od nekdaj britanska zaveznica in je zaradi tega trpela; nekatere druge nemške države so podprle Francijo.
Nemčija se je kot Nemško cesarstvo borila proti Združenemu kraljestvu in njenim zaveznikom v prvi svetovni vojni med letoma 1914 in 1918. Nemčija se je kot nacistična Nemčija ponovno borila proti Združenemu kraljestvu in zavezniškim silam v drugi svetovni vojni med letoma 1939 in 1945. Nemčijo so Združeno kraljestvo in njeni zavezniki premagali v obeh vojnah. Po porazu nacistične Nemčije so Nemčijo od leta 1945 do 1950 okupirale zavezniške sile, vključno z Združenim kraljestvom. Po tem je bila država razdeljena na Zahodno Nemčijo in Vzhodno Nemčijo. Združeno kraljestvo je postalo tesna zaveznica Zahodne Nemčije med hladno vojno z integracijo Zahodne Nemčije v "zahodni svet". Na primer prek obrambnega partnerstva, ki ga vodijo Združene države Amerike, NATO. Nasprotno pa so bili odnosi med Vzhodno Nemčijo in Združenim kraljestvom slabi, ker je bila Vzhodna Nemčija med hladno vojno zaveznica Sovjetske zveze.  
Zahodna Nemčija je bila ustanovna članica Evropskih skupnosti, kasneje pa je postala ustanovna članica Evropske unije, kateri se je Združeno kraljestvo pridružilo leta 1973. Zahodna Nemčija in Združeno kraljestvo sta bili eni najmočnejših držav v organizaciji, obe pa sta pomembno vplivali na njen razvoj. Nemčija je na splošno podpirala evropsko integracijo, medtem ko je Združeno kraljestvo temu na splošno nasprotovalo.
Vzhodna in Zahodna Nemčija sta se ponovno združili po padcu berlinskega zidu, ki je zaznamoval konec hladne vojne, zaradi česar je Vzhodna Nemčija vzpostavila boljši odnos z Združenim kraljestvom, ki ga je razvila z Zahodno Nemčijo. 
S članstvom v Evropski uniji se je trgovina in sodelovanje z Združenim kraljestvom znatno povečala na mnogih področjih, zlasti na področju raziskav in razvoja, ki je ustvarilo trajne povezave med znanstvenimi in univerzitetnimi skupnostmi Nemčije in Združenega kraljestva. Združeno kraljestvo je za samo Nemčijo drugi največji potrošnik nemških motornih vozil. 
Na referendumu o nadaljnjem članstvu v Evropski uniji leta 2016 je Združeno kraljestvo glasovalo za izstop iz Evropske unije in 31. januarja 2020 po 47 letih članstva izstopilo iz unije. Od takrat sta se trgovina in sodelovanje zmanjšala.
Podatki vlade Združenega kraljestva poročajo, da je leta 2013 v Združenem kraljestvu živelo 126.000 nemških državljanov, podatki nemške vlade pa poročajo o 107.000 britanskih državljanih, ki so leta 2016 živeli v Nemčiji.